# Antonio Carrizo
Antonio Carrizo (ur. 15 września 1926 w General Villegas, zm. 1 stycznia 2016 w Buenos Aires) – argentyński dziennikarz, prezenter radiowy i telewizyjny.

## Życiorys
W 1948 rozpoczął pracę w radiu El Mundo i bardzo szybko awansował na dyrektora programowego. Wkrótce przeszedł do stacji Rivadavia, gdzie przez wiele lat był wiodącym dziennikarzem muzycznym. 
Zagrał drobne epizody aktorskie w filmach El barro humano (1955), El noveno mandamiento (1963) i Muchachos impacientes (1966). 
Przez szereg lat prowadził wiele programów telewizyjnych. W 1980 poprowadził Festival OTI de la Canción, a rok później za działalność kulturalną odebrał nagrodę Konex.
W 2008 doznał udaru mózgu. Zmarł 1 stycznia 2016.